# Abdul Aziz
Abdulaziz (Tiếng Thổ Ottoman: عبد العزيز, Tiếng La Tinh: Abdü'l Azīz, Tiếng Thổ Nhĩ Kỳ: I. Abdülaziz; 08/02/1830 - 04/06/1876) là Sultan thứ 32 của Đế quốc Ottoman, ông cai trị từ ngày 25/06/1861 đến ngày 30/05/1876. 
Abdulaziz sinh ra tại Cung điện Eyüp, Constantinople (Istanbul ngày nay)
 vào ngày 08/02/1830. Tuy ông được giáo dục theo phong cách của Ottoman nhưng vẫn giữ được một sự nhiệt thành và ngưỡng mộ những tiến bộ kỹ thuật và vật chất ở phương Tây. Ông là Sultan Ottoman đầu tiên đã đến Tây Âu, thăm một số thủ đô quan trọng của châu Âu bao gồm Paris, London và Viên vào mùa hè năm 1867.
Ngoài niềm đam mê dành cho lực lượng Hải quân Ottoman - Hải quân lớn thứ 3 thế giới vào năm 1875 (chỉ xếp sau hải quân Anh và Pháp), Sultan còn quan tâm đến các tư liệu ghi chép về Đế chế Ottoman. Ông cũng quan tâm đến văn học và bản thân cũng là một nhà soạn nhạc cổ điển tài năng.
Sultan Abdulaziz bị phế truất vào ngày 30/05/1876 với lý đưa ra các chính sách sai về kinh tế, khiến cho Đế quốc Ottoman suy giảm tiềm lực, sáu ngày sau đó ông đã qua đời trong một hoàn cảnh bất thường và bí ẩn, nhiều người cho rằng cựu hoàng đế đã tự vẫn. 

## Tiểu sử
Abdul Aziz sinh năm 1830 ở kinh đô Constantinopolis. Là con của Mahmud II (1808-1839) và Valide Sultan (Thái hậu) Pertevniyal (1812-1883). Năm 1839, khi vua cha qua đời, Abdul Aziz mới 9 tuổi. Anh của Abdul Aziz, Abdul Mejid I (1839-1861) đã mời nhiều gia sư giỏi về dạy học cho em trai mình. Abdul Aziz học tiếng Pháp, giỏi thơ phú và âm nhạc. Ông là một người khỏe mạnh và vạm vỡ.

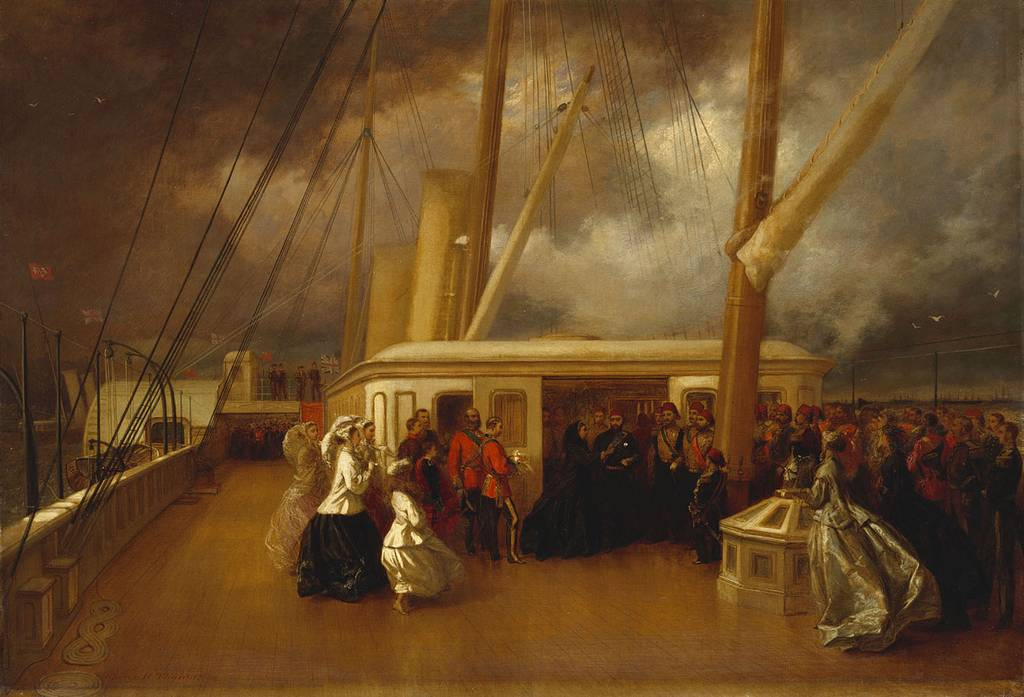
Sultan Abdülaziz gặp mặt nữ hoàng Victoria trên Du thuyền Hoàng gia Victoria và Albert trong chuyến thăm vương quốc Anh và Ireland năm 1861

Năm 1868, Abdulaziz đã đưa Hoàng hậu Pháp Eugénie de Montijo, vợ của Hoàng đế Napoleon III của Pháp đến Cung điện Dolmabahce để thăm mẹ mình là Thái hậu Pertevniyal. Theo các tài liệu được ghi chép lại, Thái hậu đã tát hoàng hậu Pháp vì bà này đã thể hiện sự phóng khoáng vượt mức cho phép trong văn hoá Hồi giáo của Đế quốc Ottoman. Điều này thể hiện qua việc hoàng hậu Pháp đã nắm lấy tay của một vị hoàng tử Ottoman tại khu vườn của cung điện. Hành động này của Thái hậu Pertevniyal suýt gây ra một sự cố ngoại giao tầm cỡ quốc tế.
Ông lên kế vị vua anh Abdul Mejid I vào ngày 25 tháng 6 năm 1861. Năm 1869, Abdul Aziz thăm Anh, và được nữ hoàng Victoria của Anh phong tước Hiệp sĩ dòng Garter. Ông cũng chính là vị hoàng đế đã hiện đại hoá Hải quân Ottoman, có đến 21 chiến hạm và 173 kiểu tàu chiến khác. Hải quân Ottoman là loại hải quân lớn thứ ba trên thế giới thời ấy sau hải quân Anh và Pháp.
Trị vì đế quốc Ottoman cho đến ngày 30 tháng 5 năm 1876 thì Abdul Aziz bị hạ bệ, ngai vàng được truyền cho cháu ông là Murad V, con của Abdulmecid. Vài ngày sau đó, Abdul Aziz qua đời, có lẽ là đã tự sát. Được chôn cất ở lăng Abdul Aziz.
Từ năm 1861 đến năm 1871, các cuộc cải cách Tanzimat bắt đầu dười thời trị vì của anh trai ông, là Sultan Abdulmejid I và tiếp tục thực hiện dưới thời trị vì của ông thông qua các cận thần Mehmed Fuad Pasha và Mehmed Emin Âli Pasha. Các khu hành chính mới (vilayets) được thành lập vào năm 1864 và Hội đồng Nhà nước (Council of State) được thành lập vào năm 1868. Giáo dục công lập được tổ chức theo mô hình của Pháp và Đại học Istanbul được cải tổ thành một cơ sở giáo dục hiện đại vào năm 1861. Ông cũng là người đã chỉ đạo việc thiết lập Bộ luật dân sự đầu tiên của Ottoman. 

## Gia quyến
Các vương phi của Abdul Aziz:
- Durr-i Nev
- Hayran-i Dil
- Eda-Dil
- Nesrin
- Gevheri

Abdul Aziz có 11 người con, bao gồm 6 hoàng tử và 5 công chúa. Một trong số những người con trai của ông sau này trở thành vị khalip cuối cùng của đạo Hồi, Abdul Mejid II.